# Гимн (католический)

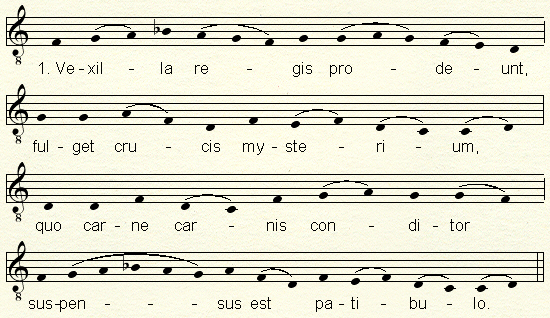
Гимн Vexilla regis первого тона (показана первая строфа). Автор текста — Венанций Фортунат. Автор мелодии неизвестен

Гимн (лат. hymnus, от др.-греч. ὕμνος — «славословие») — текстомузыкальная форма и жанр в (традиционном) богослужении Католической церкви (см. Григорианский хорал), структурно — латинская строфическая песня на небиблейский текст.

## Характеристика
Гимн входит в состав оффиция. Поэтический текст свободно сочинённый (см. Гимнография), обычно написан силлаботоникой. По содержанию, как правило, представляет собой парафразу темы («сюжета») Священного Писания. Форма текста — строфическая, количество строф и строк в строфе, а также наличие рифмы не нормировано. Музыкальное оформление: каждая строфа гимна распевается на одну и ту же мелодию. Способ распева текста по большей части силлабический, с минимальными невматическими распевами. Строки поются поочерёдно двумя полухориями (см. Антифонное пение), в эпоху Возрождения и эпоху барокко зачастую — в технике alternatim, где место чётных строк занимают авторские органные интерлюдии либо вокальные полифонические обработки соответствующих стихов.
Тексты и напевы содержатся в певческих книгах католиков (антифонариях, в Liber usualis) в общем ряду песнопений оффиция, а также отдельно — в гимнариях (нотированные гимнарии известны с X века). Современный солемский гимнарий (Liber hymnarius) включает 418 «легализованных» гимнов (в старинных рукописях тексты и напевы гимнов исчисляются тысячами).

## Известные образцы и рецепция
Католические гимны идентифицируются по инципиту (начальной фразе стиха). Наиболее известные их образцы проходят через всю историю западноевропейской музыки, от Средних веков до наших дней. Таковы гимны Te Deum, Ut queant laxis, Pange lingua, Ave maris stella, Veni creator Spiritus, Vexilla regis, Adeste fideles, Te lucis ante terminum, O salutaris hostia, A solis ortus cardine, Jam lucis orto sidere. Первоначально авторские многоголосные обработки наряду с текстом включали также оригинальные мелодии (мелодия монодического гимна обрабатывалась как обычный cantus firmus). Иногда, уже в период Ars antiqua, музыка сочинялась заново на тексты гимнов без учёта григорианской мелодии (например, анонимный кондукт на текст Veni creator Spiritus). Начиная с XVI века, особенно в эпоху барокко, композиторы зачастую использовали только поэтический текст гимна, который клали на собственную мелодию. Таковы, например, многочисленные барочные обработки текста Te Deum. Малер (в первой части Восьмой симфонии) использовал только текст гимна Veni creator spiritus, который распел на собственную музыку; Хиндемит, наоборот, обработал (в 4-й части органного концерта) только мелодию того же самого гимна (без всякого текста).

## Другие значения термина
«Гимном» также называют (обычно без учёта «музыкально-технической» специфики) любое церковное песнопение на небиблейский текст. Например, говорят о гимне Exsultet, знаменитой пасхальной молитве католиков, которая не имеет отношения к текстомузыкальной форме гимна и с музыкальной точки зрения представляет собой вид псалмодической речитации, так называемый «речитационный тон».

## Издания
- Liber usualis. Tournai, 1950.
- Monumenta monodica medii aevi. Bd.1, hrsg. v. B.Stäblein. Kassel, 1956.
- Liber hymnarius. Solesmes, 1983.
- Сборник церковных песнопений. Редактор-составитель А.В. Куличенко. Рим-Люблин: Издательство Святого Креста, 1994 (переводы латинской гимнографии на русский язык).
- Воспойте Господу. Литургические песнопения католической церкви в России. Москва: Искусство добра, 2005 (переводы латинской гимнографии на русский язык).
- Лебедев С. Н., Поспелова Р. Л. Musica Latina: латинские тексты в музыке и музыкальной науке. Санкт-Петербург: Композитор, 2012 (хрестоматия латинских музыкальных текстов с их переводами, комментариями, учебным словарем).